# Gheorghe Gheorghiu-Dej
Gheorghe Gheorghiu-Dej (født 8. november 1901, død 19. marts 1965) var lederen af Folkerepublikken Rumænien fra 1948 til sin død i 1965.
Gheorghe Gheorghiu kom fra en fattig arbejderfamilie. (Han tilsatte "-Dej" senere.) Fra 1930 var han medlem af Rumæniens Kommunistiske Parti og bliver valgt til centralkomitéen i 1936.
Under 2. verdenskrig var han fængslet af General Antonescu, men han undslap fra Târgu Jiu-lejren i 1944. I samme år blev han partiets generalsekretær – den første som var en etnisk rumæner. På det tidspunkt var RKP delt i to grupper, den "hjemlige" ledet af Gheorghiu-Dej og "Moskva"-gruppen ledet af Ana Pauker og Vasile Luca.
Med Sovjetunionens besættelse af Rumænien i samme år blev det lille RKP – partiet havde kun ca. 1.000 medlemmer – meget vigtigere og var snart et masseparti. To magtkampe udspillede sig i de næste år: Gheorghiu-Dej kæmpede med sin rivaler, og med sovjetisk hjælp overtog RKP kontrollen med Rumænien. Da Gheorghiu-Dej havde Stalins tillid, udrensede han sine rivaler i 1952 og erstattede dem med sine tilhængere, som fx Nicolae Ceauşescu.
Den nyoprettede Folkerepublik Rumænien var meget repressiv. Efter Stalins død afviste Gheorghiu-Dej krav om politisk liberalisering. Rumænien fulgte dog en mere uafhængig udenrigspolitik. I 1958 trak Sovjetunionen sine tropper ud af landet.
Gheorghiu-Dej døde af lungekræft i 1965.